# جذام
الجذام أو داء الأسد (الاسم العلمي: Leprosy) المعروف أيضاً باسم مرض هانسن (HD) هو عدوى مزمنة تنجم عن البكتيريا الفُطْرية الجذامية والفُطْرية الجذامية الورمية. في البداية، لا تترافق العدوى بأعراض وتبقى عادة هكذا لمدة تستمر من 5 سنوات حتى 20 سنة. تشمل الأعراض التي تحدث أوراماً حبيبية في الجهاز العصبي المحيطي (الأعصاب) والجهاز التنفسي والجلد والعينين. وهذا قد يسبب فقدان القدرة على الشعور بالألم، وبالتالي فقدان أجزاء من الأطراف بسبب تكرر الإصابات كما يسبب ذلك الضعف العام وضعف البصر أيضاً.

## الأعراض والعلامات

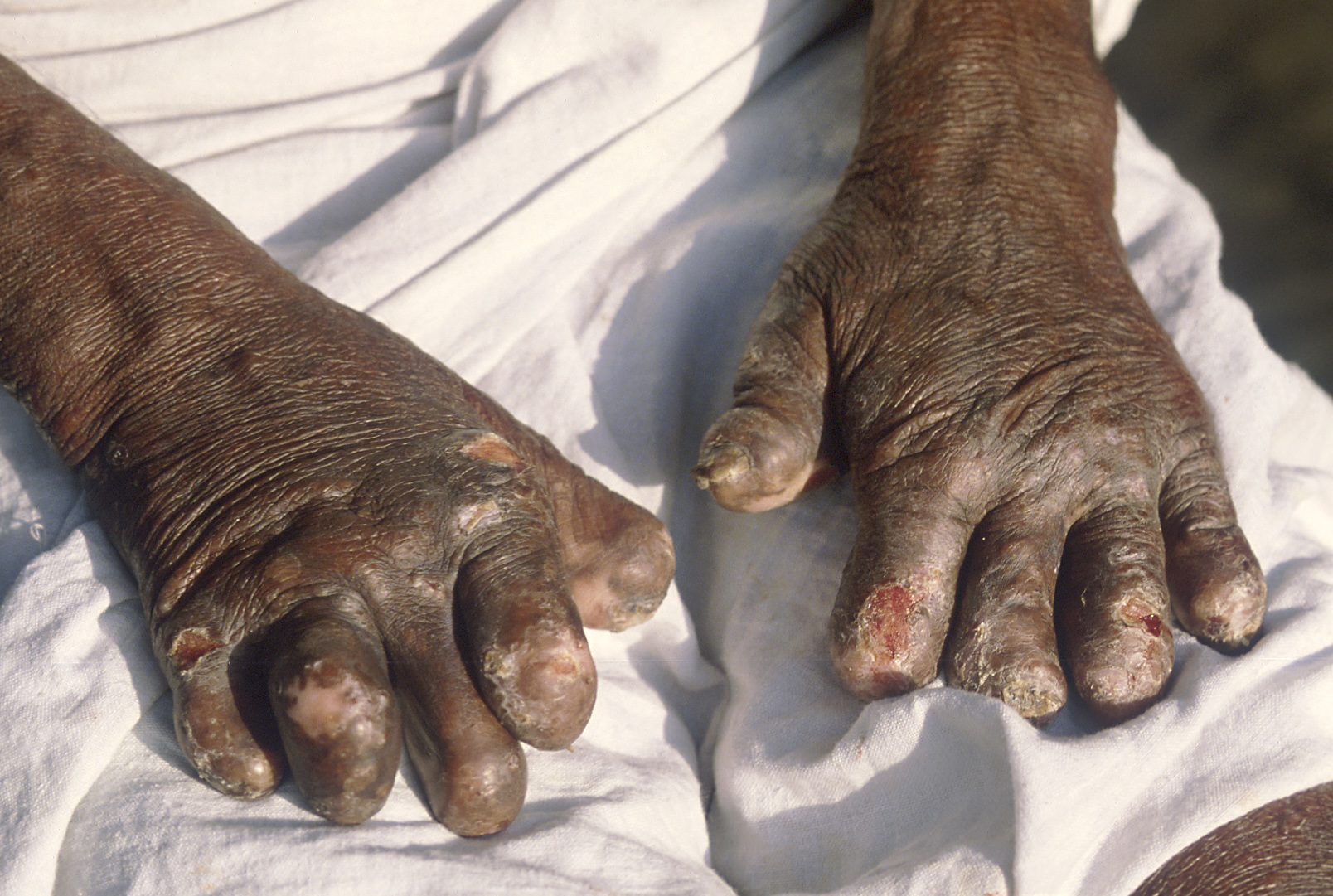
أيدي مصابة بالجذام
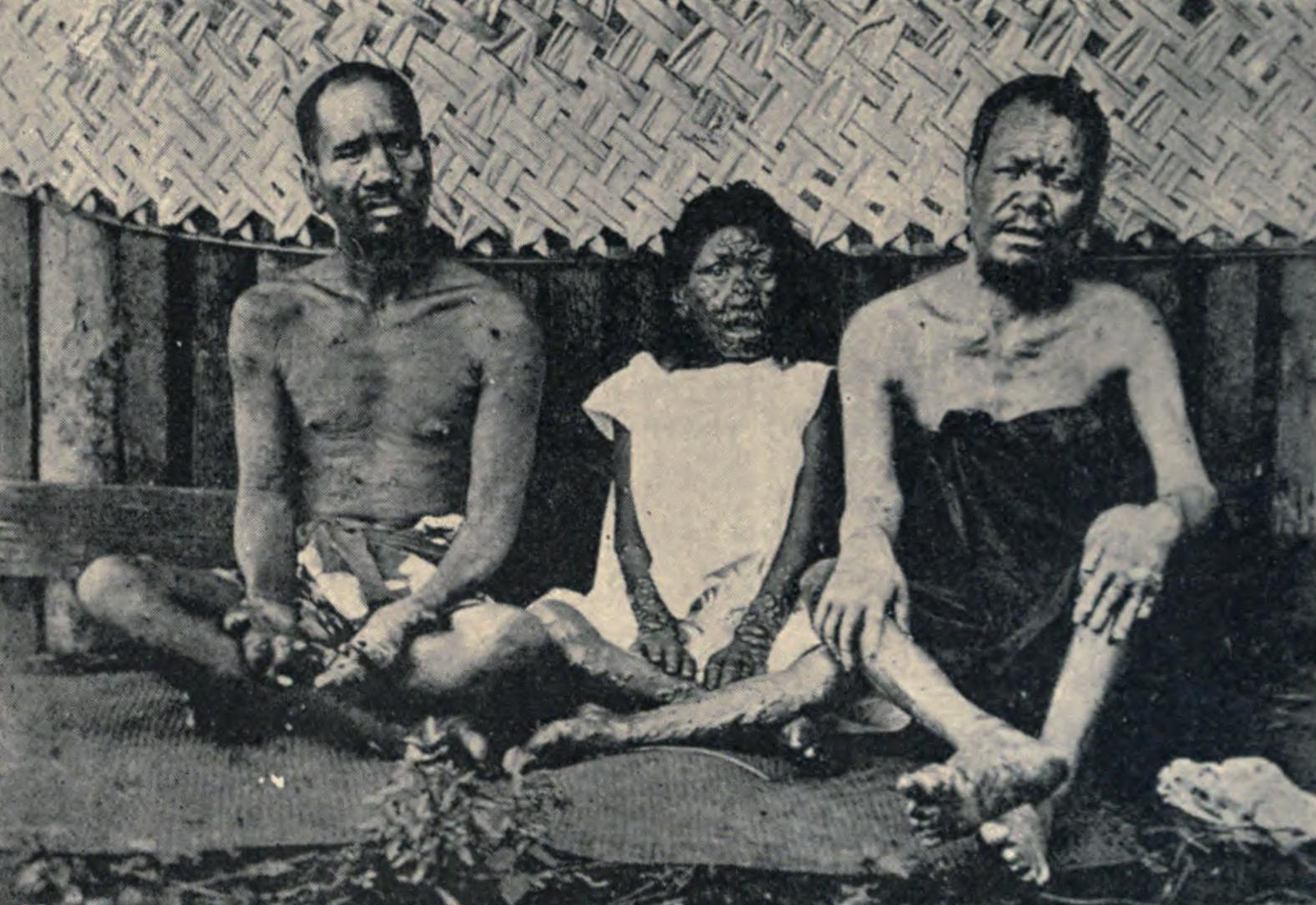
انتشار الجذام في تاهيتي عام 1895
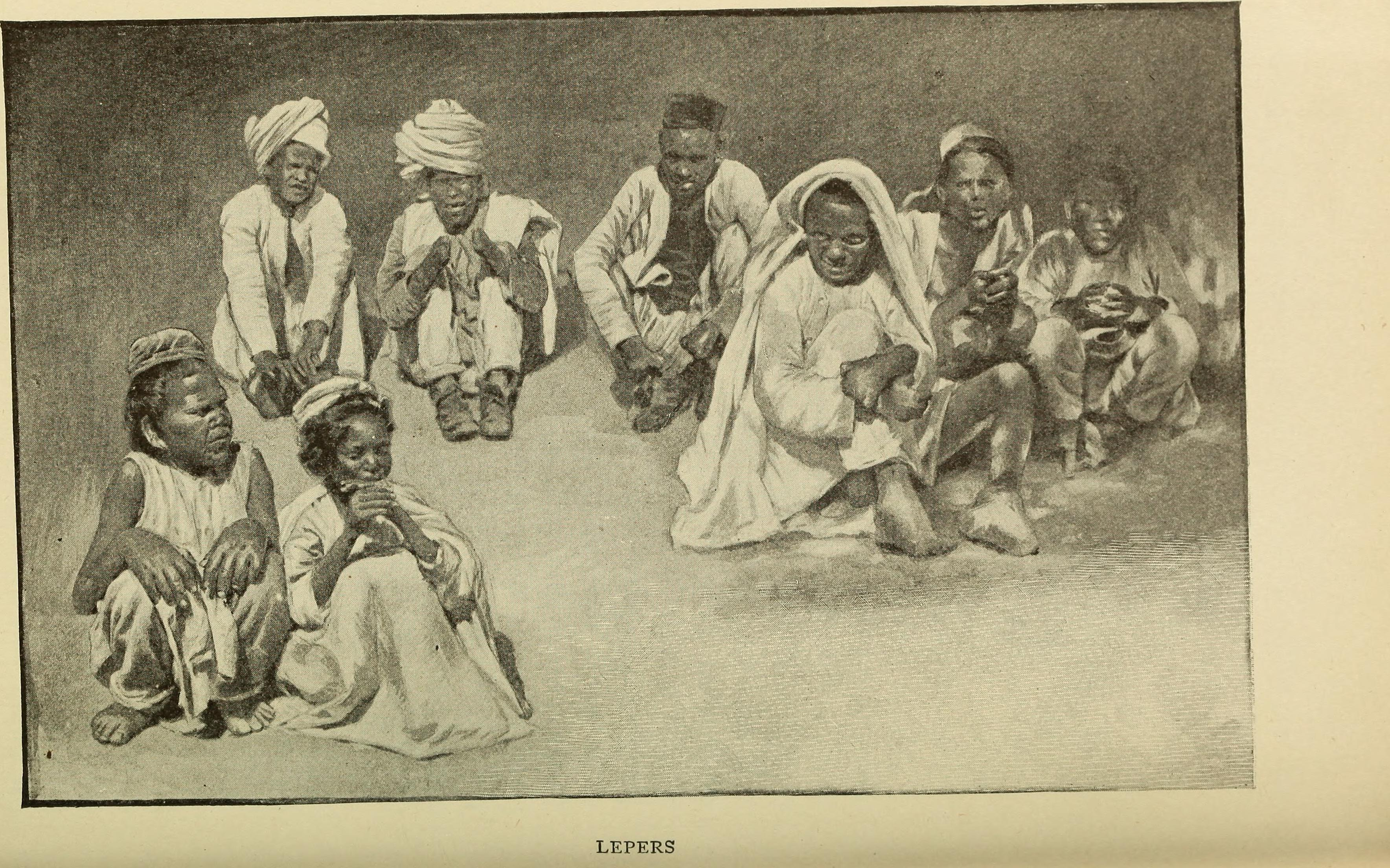
أشخاص من التيبت مصابون بالجذام
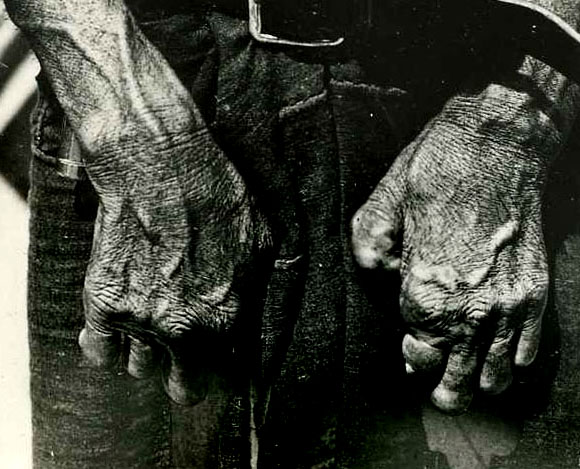
يدان مصابتان بالجذام

الجذام هو مرض حبيبي بشكل رئيسي يصيب الجهاز العصبي المحيطي (الأعصاب) والغشاء المخاطي للجهاز التنفسي العلوي؛ ويحتاج ظهور الأعراض إلى فترة قد تصل إلى 20 عاماً. وتعتبر الإصابات الجلدية (البقع الفاتحة أو الداكنة) هي العلامة الخارجية الأساسية. إذا لم يُعالج، يمكن أن يتطور الجذام ويسبب أضراراً دائمة للجلد والأعصاب والأطراف والعيون. خلافا للمعتقدات الشعبية، لا يُسبب الجذام سقوط أجزاء الجسم؛ على الرغم من إمكانية إصابتها بالخدر أو المرض نتيجة للعدوى الثانوية. والتي تحدث نتيجة لتناقص دفاعات الجسم بسبب المرض الأساسي. العدوى الثانوية بدورها يمكن أن تؤدي إلى فقدان الأنسجة مما يسبب قصر وتشوّه أصابع اليدين والقدمين، كنتيجة لامتصاص الجزء الغضروفي إلى الجسم.

## المسببات

### البكتيريا الفُطْرية الجذامية

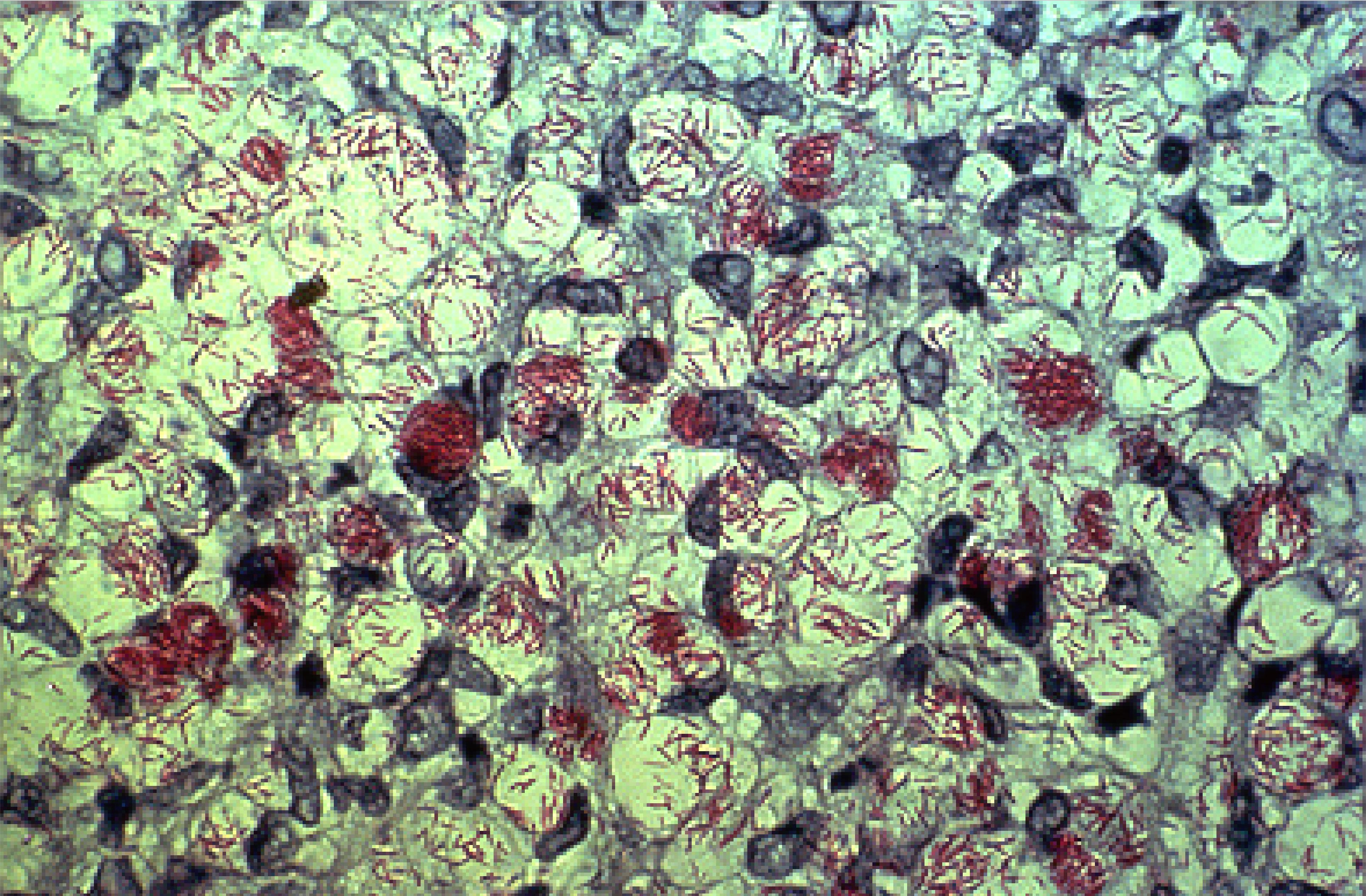
البكتيريا الفُطْرية الجذامية، إحدى العوامل المسببة لمرض الجذام: باعتبارها بكتيريا هوائية، تبدو الفُطْرية الجذامية حمراء عند استعمال ملوّن تسيل-نلسن

الفُطْرية الجذامية والفُطْرية الجذامية الورمية هما العاملان المسببان لمرض الجذام. فالفُطْرية الجذامية الورمية هي بكتيريا فُطْرية تم تحديدها منذ فترة قصيرة نسبياً، حيث عُزلت عن حالة قاتلة من الجذام الورمي المنتشر في عام 2008.
الفُطْرية الجذامية هي بكتيريا هوائية تعيش داخل الخلايا، وهي عصويّة الشكل، تُحاط بغشاء خلوي شمعي مميز لجنس البكتيريا الفُطْرية.
بسبب الفقدان الكبير للجينات اللازمة للنمو المستقل، تعتبر الفُطْرية الجذامية والفُطْرية الجذامية الورمية عوامل ممرضة داخلية إجبارية، ولا يمكن زراعتها في المختبر، فهي عامل يؤدي إلى صعوبة في التحديد المؤكد للكائن الحي في ظل التفسير الصارم لفرضيات كوخ. هذا وقد يتيح استخدام التقنيات غير المعتمدة على الزرع مثل علم الوراثة الجزيئي إيجاد عوامل مسببة بديلة.
في حين أن زرع الكائنات الحية المسببة في المختبر لا يزال حتى الآن مستحيلاً، فقد أمكن زراعتها في الحيوانات مثل الفئران والحيوانات المدرعة. كما تم الإبلاغ عن حالات العدوى التي تحدث بشكل طبيعي في الرئيسيات غير البشرية، بما في ذلك الشيمبانزي الأفريقي والمنجبي الأسخم والمكاك طويل الذيل، وكذلك في حيوان المدرع والسنجاب الأحمر.

### عوامل الخطورة
الأفراد الأكثر عرضة للخطر هم أولئك الذين يعيشون في المناطق التي تتواجد فيها المياه الملوثة وينتشر فيها سوء التغذية أو الأشخاص الذين يعانون من الأمراض المضعفة للوظيفة المناعية. يبدو أن هناك تفاعلاً ضئيلاً بين فيروس العوز المناعي البشري وإمكانية الإصابة بالجذام. ويبدو أن الاستعداد الوراثي يلعب دوراً في إمكانية التعرض للإصابة.

### الانتقال
يحدث انتقال الجذام أثناء الاتصال الوثيق مع المصابين. ويُعتقد أن الانتقال يحدث عن طريق قطيرات الرذاذ الأنفي. ولا يُعرف عن الجذام انتقاله جنسياً ولا عن كونه شديد العدوى. وتقل قدرة المصابين على نقل العدوى بعد أقل من أسبوعين من العلاج. ويمكن أيضاً أن ينتقل الجذام إلى الإنسان عن طريق حيوان المدرع  وقد يوجد المرض في 3 أنواع أخرى من الرئيسيات غير البشرية.
تخرج بكتيريا الفطرية الجذامية من جسم الإنسان عادة عن طريق الجلد والغشاء المخاطي للأنف، على الرغم من أهميتها النسبية غير واضحة. تظهر حالات الجذام الورمي أعداداً كبيرة من الكائنات الحية في أعماق الأدمة، ولكن إمكانية وصولها إلى سطح الجلد بأعداد كافية أمر مشكوك فيه. أما طرق دخول البكتيريا الأكثر ترجيحاً فهي الجلد والجهاز التنفسي العلوي. تناولت البحوث الأقدم طريقة دخول البكتيريا عن طريق الجلد، إلا أن البحوث التي أجريت مؤخراً فقد تناولت الطريق التنفسي بشكلٍ متزايد. وقد استكمل الانتقال التجريبي للجذام بواسطة الرذاذ الذي يحتوي على الفطرية الجذامية لدى الفئران ذات المناعة الضعيفة، مما يشير إلى إمكانية مماثلة لدى البشر.

### الوراثيات
| الاسم | الموقع الكروموسومي | الوراثة المندلية البشرية | الجين        |
| ----- | ------------------ | ------------------------ | ------------ |
| LPRS1 | 10p13              | 609888 609888            |              |
| LPRS2 | 6q25               | 607572 607572            | PARK2، PACRG |
| LPRS3 | 4q32               | 246300 246300            | TLR2         |
| LPRS4 | 6p21.3             | 610988 610988            | LTA          |
| LPRS5 | 4p14               | 613223 613223            | TLR1         |
| LPRS6 | 13q14.11           | 613407 613407            |              |

ارتبطت العديد من الجينات بقابلية الإصابة بمرض الجذام. ويعتقد أن حوالي 95% من الناس لديهم مناعة طبيعية. وتشير البحوث إلى أن الخلل في المناعة المتواسطة خلويا يسبب التعرض لمرض الجذام. وتشارك منطقة الحمض النووي الريبوزي المنقوص الأكسجين المسؤول عن هذا التباين أيضا في مرض باركنسون، مما يزيد التكهنات الحالية بأن الاضطرابين قد يكونان مرتبطين بطريقة أو بأخرى على مستوى الكيمياء الحيوية.
تشير بعض الأدلة إلى عدم حدوث الجذام لدى كل الناس المصابين بعدوى بكتيريا الفطرية الجذامية، ولطالما كان هناك اعتقاد بأن العوامل الوراثية تلعب دورا، نظرا لملاحظة تجمع الجذام في أسر معينة، والفشل في فهم سبب إصابة بعض الأفراد بالجذام الورمي في حين يصاب سواهم بأنواع أخرى من الجذام. نتيجة لعوامل وراثية، يقدر بأن 5% من الأفراد معرضون للإصابة بمرض الجذام. ويرجع هذا في الغالب لأن الجسم يحمل مناعة طبيعية تجاه البكتيريا، والأشخاص الذين يصابون بالعدوى يعانون من حساسية شديدة لهذا المرض. على أي حال، فإن دور العوامل الوراثية ليس واضحا تماما في تحديد هذا التعبير السريري. بالإضافة إلى ذلك، قد يلعب سوء التغذية والتعرض لفترات طويلة للأشخاص المصابين دورا في الظهور الواضح لهذا المرض.

## الفسيولوجيا المرضية
الطريقة التي تسبب بها العدوى ظهور أعراض المرض غير معروفة.

## التشخيص

### المناطق المتوطنة
وفقا لمنظمة الصحة العالمية، يستند التشخيص في منطقة متوطنة على واحدة من هذه العلامات الأساسية:
- آفة جلدية متسقة مع الجذام ومع فقدان حسّي مؤكد.
- لطاخات جلد إيجابية.

يمكن للآفات الجلدية أن تكون مفردة أو متعددة، وهي ناقصة التصبغ عادة، على الرغم من أنها قد تكون محمرة أو نحاسية اللون. في بعض الأحيان.  قد تكون الآفات بقعية (مسطحة)، حطاطية (مرتفعة)، أو عقيدية.  يعتبر فقدان الحس في الآفة الجلدية هاما لأن هذه الميزة يمكن أن تساعد في التفريق عن الأسباب الأخرى للآفات الجلدية مثل النخالية المبرقشة.
وتترافق الأعصاب المتسمكة بالجذام، ويمكن أن تكون مصحوبة بفقدان الإحساس أو بضعف العضلات.  ولكن، الضعف العضلي غير المترافق بآفة جلدية مميزة وفقدان الحس، لا يعتبر علامة موثوقة للجذام.
لطاخات الجلد الإيجابية: في بعض الحالات، تعتبر عصيات الجذام المثبتة للحمض مشخصة. ولكن التشخيص يجب أن يكون سريريا.

### التصنيف
ثمة طرق عديدة مختلفة لتصنيف الجذام، لكن أوجه الشبه بينها موجودة.
- يميّز نظام منظمة الصحة العالمية بين «قليل العصيات» و«متعدد العصيات» استناداً إلى تكاثر البكتيريا.[39] ("pauci-". ويشير إلى كمية منخفضة).
- يتضمن مقياس شاي SHAY خمس درجات.[40][41]
- تستخدم المراجعة العاشرة للتصنيف الدولي للأمراض، على الرغم من أنها وضعت من قبل منظمة الصحة العالمية، نظام ريدلي - جوبلنغ، لا نظام منظمة الصحة العالمية. كما تضيف أيضا مُدخَلاً غير محدد ("I").[33]
- تستخدم ثلاث مجموعات في نظام فهرسة المواضيع الطبية.

| منظمة الصحة العالمية | ريدلي-جوبلنغ                                      | المراجعة العاشرة للتصنيف الدولي للأمراض | نظام فهرسة المواضيع الطبية | الوصف | اختبار الليبرومين | الهدف المناعي               |
| -------------------- | ------------------------------------------------- | --------------------------------------- | -------------------------- | --- | ----------------- | --------------------------- |
| قليل العصيات         | شبيه الدرنة ("TT")، شبه الدرني الحدي ("BT")       | A30.1، A30.2                            | الدرني                     | ويتميز بواحدة أو أكثر من الآفات الجلدية ناقصة التصبغ والبقع الفاقدة للحس، حيث يفقد الجلد الأحاسيس بسبب تلف الأعصاب الطرفية التي تعرضت للهجوم من قبل الخلايا المناعية للمضيف البشري. | إيجابي            | عصية (TH1)                  |
| متعدد العصيات        | شبه حدّي أو حدّي ("BB")                             | A30.3                                   | الحدّي                      | الجذام الحدّي متوسط الشدة وهو الشكل الأكثر شيوعاً. الآفات الجلدية تشبه الجذام شبه الدرني، ولكنها أكثر عدداً وغير منتظمة؛ قد تصيب البقع الكبيرة طرفاً بأكمله؛ ومن الشائع مشاركة الأعصاب الطرفية مع الضعف وفقدان إحساس. هذا النوع غير مستقر ويمكن أن يشبه الجذام الورمي أكثر أو قد يتعرض لعملية تفاعل عكسي، لكي يصبح أشبه بالشكل الدرني. |                   |                             |
| متعدد العصيات        | الجذام الورمي الحدّي ("BL")، والجذام الورمي ("LL") | A30.4، A30.5                            | الجذام الورمي              | يترافق ذلك مع آفات جلدية متناظرة عقيدات، أدمة متسمكة، ومشاركة متكررة لإصابة الغشاء المخاطي للأنف مما يؤدي إلى احتقان الأنف والرعاف (نزف الانف)، ولكن، تلف الأعصاب الذي يمكن كشفه يظهر في وقت متأخر. | سلبي              | البلازميد داخل العصية (TH2) |

تشاهد استجابة مناعية مختلفة للنماذج شبه الدرنية والجذامية الورمية.
كما يمكن تقسيم الجذام إلى:
- الجذام المبكر غير المحدد.
- الجذام شبه الدرني.
- الجذام شبه الدرني الحدّي.
- الجذام الحدّي.
- الجذام الورمي الحدي.
- الجذام الورمي.
- الجذام شبه النسيجي.
- الجذام المنتشر من لوسيو ولاتابي.

قد يحدث هذا المرض أيضا بإصابة عصبية فقط، دون آفات جلدية.

## الوقاية والعلاج

### الوقاية
يعتبر الكشف المبكر عن المرض مهما، لأن الضرر البدني والعصبي قد يكون لا رجعة فيه حتى ولو شفي. يمكن للأدوية أن تقلل من إمكانية إصابة أولئك الذين يعيشون مع المصابين بالجذام، وعلى الأرجح من إصابة أولئك الذين يصبح المصابون بالجذام على تماس معهم خارج المنزل. على أي حال، هناك مخاوف معروفة من المقاومة، والتكلفة، والإفصاح عن حالة العدوى للمصاب عند متابعة الأشخاص الذين يتواصل معهم. لذا، توصي منظمة الصحة العالمية بإجراء فحص للأفراد الذين يعيشون مع المصاب في نفس المنزل للكشف عن الجذام وأن يعالجوا فقط في حالة وجود أعراض.

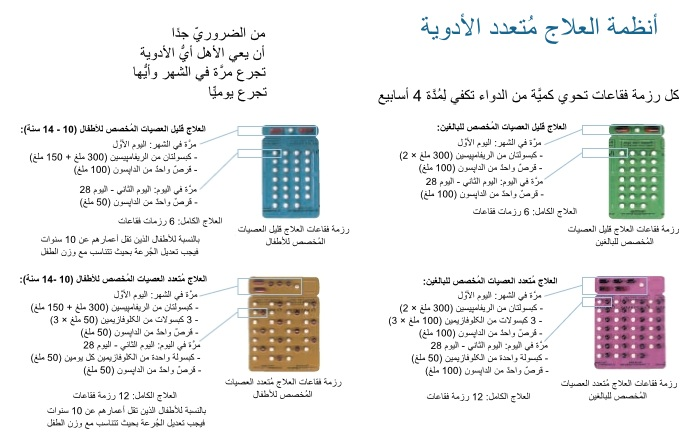
الأدوية المادة للجذام: النظم القياسية

يمنح لقاح عصيات كالميت غيران (BCG) درجات متفاوتة من الحماية ضد الجذام، بالإضافة إلى السل. ويظهر أن اللقاح فعال بنسبة 26 إلى 41% (اعتمادا على دراسات متحكم بها) وبنسبة 60% بالاعتماد على دراسات المراقبة والمشاهدة السريرية مع أفضلية لاحتمالية فعالية جرعتين من اللقاح أكثر من فعالية جرعة وحيدة منه. وتستمر محاولات تطوير لقاح أكثر فعالية منذ عام 2011.

### العلاج
الجذام مرضٌ قابلٌ للشفاء، ويمكن تجنب العجز إذا ما توفر العلاج في المراحل المبكرة للمرض.
ويتوفر عدد من العوامل الكابحة للجذام للعلاج. للحالات قليلة العصيات (قليلة العصيات أو شبه الدرنية)، يوصى بالعلاج اليومي بواسطة دابسون والعلاج الشهري بريفامبيسين لمدة ستة أشهر. أما بالنسبة للحالات متعددة العصيات (متعددة العصيات أو الجذامية الورمية)، فيوصى بالعلاج اليومي بواسطة دابسون وكلوفازيمين إلى جانب الريفامبيسين الشهري لمدة اثني عشر شهراً.
ويبقى العلاج متعدد الأدوية شديد الفعالية، وتقل إمكانية نقل المصاب العدوى بعد الجرعة الشهرية الأولى. واستعماله آمن وسهل في الظروف العملية، إذ يتوفر في شرائط بلاستيكية مرفقة بتقويم. تبقى معدلات الانتكاس منخفضة، ولم تشاهد مقاومة المضادات الحيوية للأدوية المجتمعة.
 

## الوبائيات
| لا يوجد بيانات <1.5 1.5–3 3–4.5 4.5–6 6–7.5 7.5–9 | 9–10.5 10.5–12 12–13.5 13.5–15 15–20 >20 |

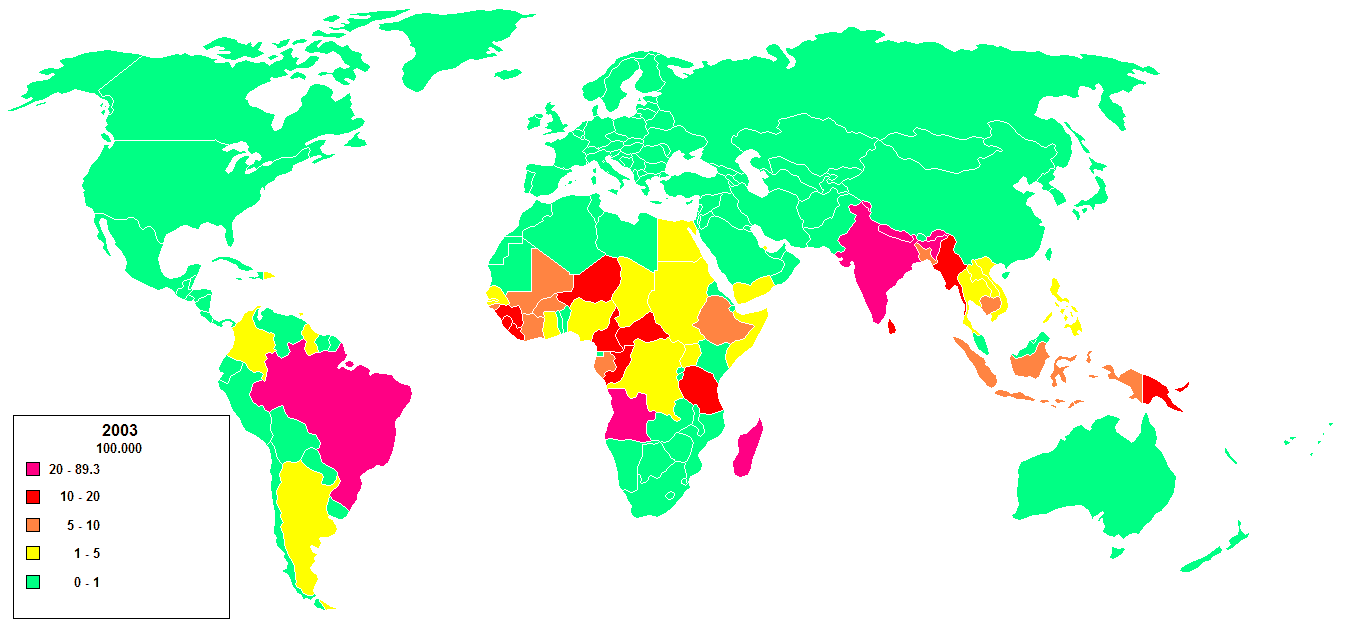
التوزيع العالمي للجذام، 2003

عدد سنوات الحياة المصححة باحتساب مدد العجز العام للجذام لكل 100,000 نسمة في عام 2004
لا يوجد بيانات
<1.5
1.5–3
3–4.5
4.5–6
6–7.5
7.5–9
9–10.5
10.5–12
12–13.5
13.5–15
15–20
>20

على الصعيد العالمي، كان عدد حالات الجذام في عام 2012، 180,000 حالة وفي عام 2011، كان العدد التقريبي للحالات الجديدة المشخصة 220,000  وقد نقص عدد الحالات بشكل كبير من الستينيات حتى نهاية العقد الثاني من القرن العشرين. 
في عام 1995، قدّر عدد المصابين بعجز دائم بسبب الجذام بين مليونين وثلاثة ملايين شخص ويوجد في الهند أكبر عدد من الحالات، وتأتي البرازيل في المركز الثاني وتليها بورما المركز الثالث. في عام 2000، أدرجت منظمة الصحة العالمية 91 دولة يعتبر الجذام فيها مرضا متوطنا. وتضم الهند، بورما، ونيبال 70% من الحالات. تبلغ الهند عن أكثر من 50% من حالات الجذام في العالم.   في عام 2002، تم الكشف عن 763,917 حالة جديدة في جميع أنحاء العالم، وفي ذلك العام، أدرجت منظمة الصحة العالمية كلا من البرازيل، مدغشقر، موزامبيق، تنزانيا، ونيبال باعتبارها تضم 90% من حالات الجذام. على الرغم من أن عدد الحالات في جميع أنحاء العالم مستمر في الانخفاض، إلا إن هناك جيوبا ما يزال انتشار المرض فيها مرتفع مثل مناطق معينة مثل البرازيل، جنوب آسيا (الهند، نيبال)، وبعض أجزاء من أفريقيا (تنزانيا ومدغشقر وموزامبيق)، وغرب المحيط الهادئ.
في حين كان عدد حالات الجذام يقدر بعشرات الملايين في الستينات من القرن العشرين، فإن سلسلة من المبادرات الوطنية (الاتحاد الدولي لرابطات مكافحة الجذام) والدولية («الاستراتيجية العالمية للحد من عبء المرض بسبب الجذام» التابعة لمنظمة الصحة العالمية) قد أدت إلى انخفاض العدد الإجمالي وعدد الإصابات الجديدة بالمرض.
تشير الأرقام الرسمية التي وردت من 103 بلداً بحسب منظمة الصحة العالمية، إلى أن انتشار الجذام العالمي المسجل بلغ 180618 حالة في نهاية عام 2013، وبلغ عدد الحالات الجديدة المبلغ عنها في ذلك العام 215656 حالة.وقد أتاحت منظمة الصحة العالمية المعالجة بالأدوية المتعددة مجاناً أمام جميع المرضى حول العالم منذ عام 1995، ووفرت بذلك علاجاً بسيطاً وشديد الفعالية لجميع أنواع الجذام.
وقد نجح العالم في التخلص من الجذام في عام 2000 (أي أنه حقق معدلاً لانتشار الجذام يقل عن حالة واحدة لكل 000 10 نسمة على الصعيد العالمي). وقد تم شفاء نحو 16 مليون مريض بالجذام بواسطة المعالجة بالأدوية المتعددة خلال العشرين عاماً الماضية.

### عبء المرض
على الرغم من أن عدد حالات الجذام الجديدة التي تحدث كل عام يعتبر مهما كمقياس لانتقال المرض، إلا إنه صعب القياس نظرا لطول فترة حضانة الجذام، والتأخر في التشخيص بعد بداية المرض، وعدم توفر أدوات مخبرية للكشف عنه في المراحل المبكرة جدا. ويستخدم بدلا من ذلك، انتشار المرض المسجّل. الانتشار المسجل هو مؤشر بديلا مفيد عن عبء المرض، لأنه يعكس عدد حالات الجذام النشطة المشخصة بالمرض والتي تتلقى العلاج بالنظام متعدد الأدوية في فترة زمنية معينة. ويعرّف معدل الانتشار بأنه عدد الحالات المسجلة لتلقي العلاج متعدد الأدوية بين الأفراد الذين أصيبوا بالمرض، في فترة زمنية معينة.
اكتشاف الحالات الجديدة هو مؤشر آخر على هذا المرض ويتم الإبلاغ عنها عادة من قبل الدول على أساس سنوي. ويشمل الحالات التي تم تشخيص وظهور المرض لديها في السنة المعنية (اصابة حقيقية) ونسبة كبيرة من الحالات التي بدأت في السنوات السابقة (وهو ما يسمى الانتشار الرجعي المتراكم للحالات التي لم يسبق كشفها).
كما تسجل البلدان الموبوءة عدد الحالات الجديدة مع الإعاقة المؤكدة في وقت الكشف كمؤشر على الانتشار الرجعي المتراكم. أما تحديد وقت ظهور المرض، فلا يمكن الاعتماد بشكل عام، وهو يتطلب عدد كبير من العاملين لتحديده، ونادراً ما يلجأ إليه في تسجيل هذه الإحصاءات.

### وضع الجذام في إقليم شرق المتوسط
يبلغ إقليم شرق المتوسط عن نسبة صغيرة من الحالات العالمية الجديدة. وقد تم التخلص من هذا المرض في جميع بلدان الإقليم، باستثناء جنوب السودان، حيث لا يزال هذا الموقع بحاجة إلى إعادة النظر بعد الانفصال عن السودان في عام 2011. ولا يزال لدى بعض الدول مناطق قليلة لم تحقق التخلص، مثل السودان ومصر واليمن. فجنوب السودان هو البلد الوحيد في الإقليم من بين البلدان الـ 17 ـ عالمياً ـ الذي أبلغ عن أكثر من 1000 حالة جديدة سنوياً، ومعظم البلدان تُبلغ عن عدد قليل جداً من الحالات، والسودان ومصر وباكستان واليمن تُبْلغ عن ما بين 300 و900 حالة جديدة سنوياً، والمغرب وأفغانستان وجمهورية إيران الإسلامية والصومال تبلغ عن أقل من 100 حالة جديدة سنوياً، وبعض الدول الأعضاء في مجلس التعاون الخليجي تُبْلغ عن حالات من غير المواطنين.

## تاريخ الحالة

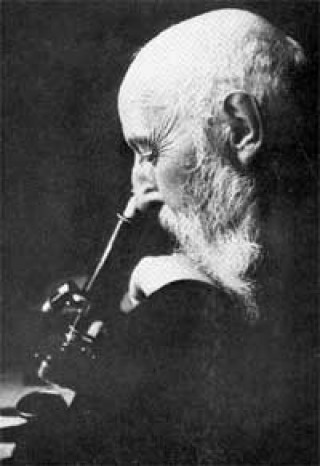
ج هـ. أ. هانسن، مكتشف الفُطْرية الجذامية

باستخدام علم الجينوم المقارن، تمكن علماء الوراثة في عام 2005، من تتبع أصول الجذام وتوزعه العالمي من شرق أفريقيا أو الشرق الأدنى على طول طرق الهجرة البشرية. وقد وجدوا أن هناك أربعة أنواع من الفُطْرية الجذامية ذات مواقع إقليمية معينة. السلالة 1 توجد بشكل مسيطر في آسيا ومنطقة المحيط الهادئ، وشرق أفريقيا. السلالة 4، في غرب أفريقيا ومنطقة البحر الكاريبي؛ السلالة 3 في أوروبا وشمال أفريقيا، والأمريكتين؛ والسلالة 2 تسيطر فقط في إثيوبيا، مالاوي، نيبال/شمال الهند، وكاليدونيا الجديدة.
واستنادا إلى هذا، وضعوا خارطة انتشار الجذام في العالم. وهي تؤكد انتشار المرض على طرق الهجرة والمستعمرات، وتجارة الرقيق التي امتدت من غرب أفريقيا إلى الهند ومن شرق أفريقيا إلى العالم الجديد، ومن أفريقيا إلى أوروبا والعكس بالعكس.
وعلى الرغم من صعوبة تحديد وصف الأعراض شبه الجذامية بأثر رجعي، فإن ما يبدو أنه الجذام كان قد نوقش من قبل أبقراط في 460 قبل الميلاد. في عام 1846، أنتج فرانسيس ادامز «الكتب السبعة لبولوس الأغانيطي» الذي تضمن تعليقا عن كل المعارف الطبية والجراحية والوصف والعلاجات ذات الصلة بالجذام من الرومان والإغريق، والعرب.
وقد وضعت تفسيرات وجود الجذام على أساس توصيفات المصادر الوثائقية الهندية القديمة (أثرافا فيردا وكاوسيكا سوترا)، واليونانية، والشرق الأوسط التي تصف الآفات الجلدية.
تمثل بقايا الهياكل العظمية من الألف الثاني قبل الميلاد، والتي اكتشف في عام 2009، أقدم أدلة موثقة لمرض الجذام. في موقعها في بالاثال، في ولاية راجاستان في شمال غرب الهند، يشير المكتشفون إلى أنه لو أن المرض انتقل فعلا من أفريقيا إلى الهند، خلال الألف الثالثة قبل الميلاد «في الوقت الذي شهد تفاعلا كبيرا بين حضارة الهندوس، وبلاد ما بين النهرين، ومصر، فيجب أن تكون هناك أدلة إضافية هيكلية عظمية وجزيئية عن الجذام في الهند وأفريقيا، وذلك للتأكد من الأصل الأفريقي لهذا المرض». هناك حالة إصابة لإنسان تم التحقق منها بوساطة الدي أن إيه المأخوذ من بقايا مكفنة ومغطاة لرجل اكتشفت في ضريح مجاور للمدينة القديمة في القدس تم تأريخها بوساطة طرق التأريخ بالكربون المشع ترجع إلى 1–50 بعد الميلاد.
تم اكتشاف العامل المسبب لمرض الجذام، الفُطْرية الجذامية ، من قبل ج.هـ. أرماور هانسن. في النرويج عام 1873، مما يجعلها أول بكتيريا تحدد باعتبارها مسببة لمرض لدى البشر. أول علاج فعال (البرومين) أصبح متوفرا في الأربعينيات. في الخمسينيات تم تقديم دابسون وقد أدى البحث عن عقاقير فعالة أخرى كابحة للجذام لاستخدام الكلوفازيمين والريفامبيسين في ستينات وسبعينات القرن العشرين. وفي وقت لاحق، ركّب العالم الهندي شانتارام ياووكر وزملاؤه توليفة علاجية تجمع بين ريفامبيسين ودابسون، وتهدف إلى التخفيف من المقاومة البكتيرية وكانت منظمة الصحة العالمية قد أوصت بالعلاج متعدد العقاقير الذي يجمع بين الأدوية الثلاثة للمرة الأولى في عام 1981.ولا تزال هذه الأدوية الكابحة للجذام تستخدم في النظم القياسية للعلاج متعدد الأدوية.
كان يعتقد أن الجذام شديد العدوى وكان يعالج بواسطة الزئبق - وكل ما كان يطبق على مرض الزهري، الذي كان قد وصف لأول مرة عام 1530. هناك احتمال لكون العديد من الحالات التي اعتقد بأنها جذام قد كانت لمرض الزهري في الواقع. وقد ظهر العلاج الفعال لأول مرة في أواخر أربعينات القرن العشرين. تطورت مقاومة للعلاج الأولي. وإلى حين إدخال العلاج متعدد الأدوية في وقت مبكر من ثمانينات القرن العشرين، لم يمكن تشخيص المرض وعلاجه بنجاح في المجتمع.
اليابان لا يزال يضم المصحات (على الرغم من خلوّ المصحات في اليابان من حالات الجذام النشطة، ولا يمكن احتجاز الناجين فيها بموجب القانون).
تم التعرف على أهمية الغشاء المخاطي للأنف في نقل الفُطْرية الجذامية منذ عام 1898 من قبل شافر، ولا سيما الغشاء المخاطي المتقرح.

## المجتمع والثقافة السائدة

### تكلفة العلاج
بين عامي 1995 و 1999، قامت منظمة الصحة العالمية، بمساعدة من مؤسسة نيبون، بتزويد جميع البلدان الموبوءة بالعلاج متعدد الأدوية (MDT) مجانا في عبوات من الأشرطة البلاستيكية القاسية، عن طريق وزارات الصحة. وقد تم تمديد هذا المعونة المجانية في عام 2000 ومرة أخرى في عام 2005 كتبرعات من قبل الشركة المصنعة للعلاج متعدد الأدوية MDT نوفارتس عن طريق منظمة الصحة العالمية. وبناء على أحدث اتفاقية وقعت بين الشركة ومنظمة الصحة العالمية في أكتوبر 2010، سيتم توفير العلاج متعدد الأدوية مجانا من قبل منظمة الصحة العالمية لجميع البلدان الموبوءة الآن حتى نهاية عام 2015 على الأقل.على المستوى الوطني، سيستمر تزويد المنظمات غير الحكومية (المنظمات غير الحكومية) التابعة للبرنامج الوطني بالإمدادات المجانية المناسبة من هذه الأدوية التي تؤمنها منظمة الصحة العالمية عن طريق الحكومة.

### الكتاب المقدس
في العديد من الترجمات الإنجليزية للكتاب المقدس ترجمت كلمة צרעת (تْصَرَاعَتْ) العبرية على أنها «الجذام»، وهو الخلط الذي يستمد من استخدام كوينه لفظ قريب و"Λέπρα" (والتي يمكن أن تعني أي مرض يسبب جلدا متقشرا) في السبعونية. المصادر القديمة مثل تلمود (السفر 63) توضح أن tzaraath  يشير إلى أنواع مختلفة من الآفات أو البقع المرتبطة بطقوس النجاسة والحادثة على القماش والجلود المصنعة أو المدبوغة أو المنازل، بالإضافة إلى الجلد. وقد تكون أحيانا أحد أعراض المرض الموضحة في هذه المقالة، ولكن قد تكون راجعة لعديد من الأسباب الأخرى، كذلك. يصف العهد الجديد حالات يشفي فيها يسوع المسيح مرضى الجذام (لوقا 05:10)، على الرغم من أنه لم يثبت العلاقة الدقيقة بين هذه، tzaraath، ومرض هانسن.

### الوصمة ونظرة المجتمع
كثيراً ما يعاني المصابون بمرض الجذام من التمييز. وتبعاً لمستوى التشوه، يُعاني المصابون من الوصم والنبذ بدرجاتٍ متفاوتة. يكسب الأشخاص الذين يعانون من مرض الجذام دخلاً أقل من الأصحّاء. إذ يُبلغ 16-44% منهم عن أن أجورهم انخفضت نتيجة لإصابتهم بالجذام. وتعاني المرأة مزيداً من القيود والوصم الاجتماعية مقارنة بالرجال. ويمنع الجذام الأمهات من الاقتراب من أبنائهن خشية نقل العدوى لهم. جاء في أحد التقارير أن 49% من النساء توقفن عن إرضاع أطفالهن رضاعة طبيعية نتيجة إصابتهن بمرض الجذام. 
يعمل الأطباء وغيرهم من مقدمي الرعاية الصحية والمنظمات غير الحكومية جاهدين لتثقيف الناس حول هذا المرض. في إحدى الدراسات عندما تم الجمع بين علاج الجذام والتوعية مع برنامج الرعاية الصحية المحلي، خفّت المواقف تجاه المرض إلى حد ما مع فهم الناس للحالة بشكل أفضل. الآن، انخفض معدل انتشار المرض إلى أقل من واحد لكل مليون نسمة في معظم أنحاء الولايات المتحدة.
اعتمدت المنظمات التي تعمل على علاج الجذام الابتعاد عن استعمال مصطلح «مجذوم.» حيث أنه أصبح هناك اعتقاد عام أن هذا المصطلح ينفّر الناس بسبب استعماله في اللهجة العامية المحكية كمصطلح يرمز للمنبوذين أو غير الطاهرين أو القذرين أخلاقياً أو حتى الأنجاس.

## وصلات خارجية
- جذام على مشروع الدليل المفتوح
- وصلات ومصادر تتعلق بمعلومات حول الجذام من منظمة الصحة العالمية.